# Henryk Reyman
Henryk Reyman (polonès: Henryk Tomasz Reyman)  (Cracòvia, 28 de juliol de 1897 - Cracòvia, 11 d'abril de 1963) és un exfutbolista polonès de la dècada de 1920.
Fou 9 cops internacional amb la selecció polonesa amb la qual participà en els Jocs Olímpics d'Estiu de 1924.
Pel que fa a clubs, defensà els colors de Wisła Kraków.

## Referències

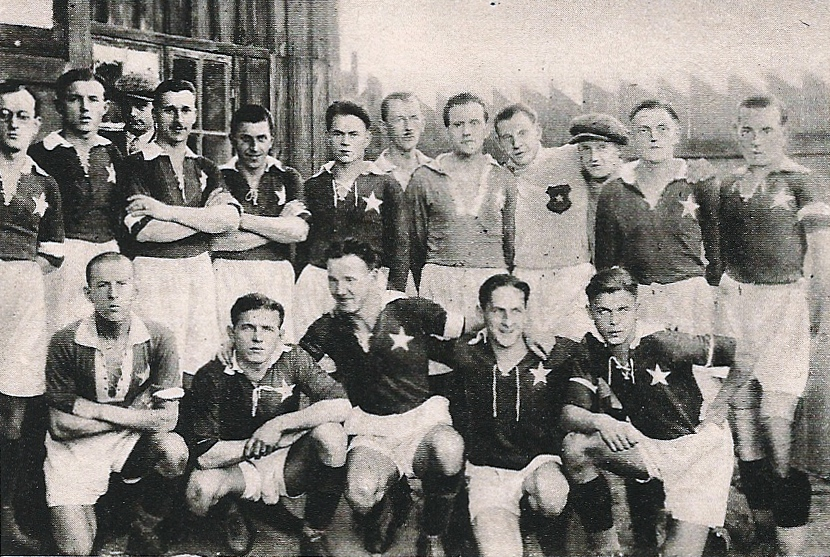
TS Wisła Kraków - campió de Polònia el 1927/28.